# مستشار نظامی
مستشاران نظامی یا مستشاران رزمی (advisor)در مورد مسائل نظامی مشاوره می دهند. برخی از آنها سربازانی هستند که به کشورهای خارجی  فرستاده می شوند تا در آموزش نظامی ، سازماندهی و سایر وظایف مختلف نظامی به این کشورها کمک کنند. قدرت‌ها یا سازمان‌های خارجی ممکن است چنین سربازانی را برای حمایت از کشورها یا شورش‌ها بفرستند و در عین حال خطر تلفات احتمالی را به حداقل برسانند و از پیامدهای سیاسی بسیج آشکار نیروهای نظامی برای کمک به یک متحد اجتناب کنند.